# Aliaksei Abalmasau
Aliaksei Abalmasau (né le 20 juin 1980) est un kayakiste biélorusse pratiquant la course en ligne.